# Stortorgets julmarknad

Stortorgets julmarknad är en traditionsrik julmarknad som äger rum på Stortorget i Gamla stan i Stockholm varje år. Julmarknaden i sin nuvarande form startade 1915, men har anor som går tillbaka ända till 1300-talet. Det är Stockholms-Gillet som numera står bakom julmarknaden i Gamla stan och den arrangeras cirka en månad före jul och brukar avslutas den 23 december. Totalt rör det sig om 32 handelsbodar med 37 försäljningsställen.

## Historik
Redan på 1300-talet blev Stortorget Stockholms  naturliga marknadsplats. Marknaderna var inga permanenta inrättningar utan de hölls vissa perioder under året. En sådan inföll kring Tomasmässotiden omkring den 21 december, som var den helige Tomas namnsdag. Det kan sägas att det var ursprunget till dagens julmarknad.
Julmarknadsverksamheten varierade kraftigt genom århundradena och efter det att nuvarande Börshuset byggts 1776 flyttades julmarknadsverksamheten till inre borggården på Kungliga slottet. Det var en utpräglad hantverksmarknad som blev allt större och bestod i början av 1800-talet av över 100 marknadsstånd, som även fyllde hela Slottsbacken och spriddes ända ner till Skeppsbron.  
År 1837 kom julmarknaden tillbaka till Stortorget och efter 1849 fanns inga andra marknader kvar på Stortorget än den årliga julmarknaden. Från 1860-talet tappade Stortorgsmarknaden mycket av sitt tidigare kundunderlag eftersom olika julbasarer öppnade över hela Stockholm. Kvalitén på Stortorgsmarknadens utbud sjönk successivt under slutet av 1800-talet och till slut blev det så mycket bråk och uppträden, att marknaden förbjöds från 1907.

### Historiska bilder

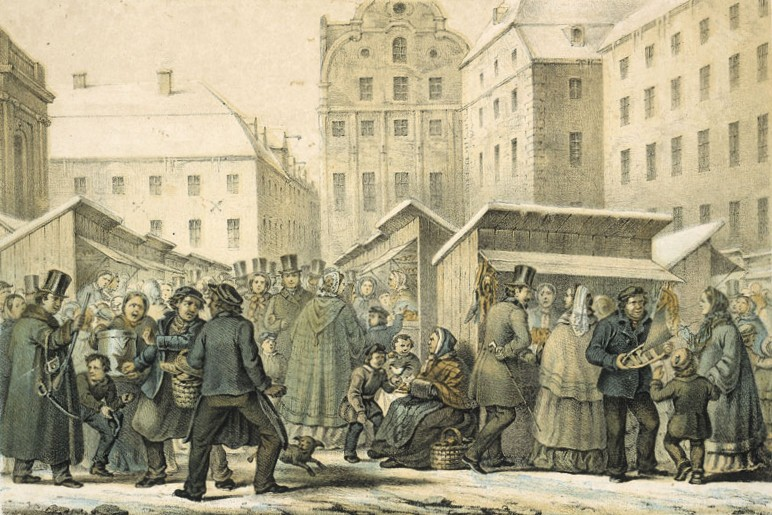
Julmarknad på Stortorget 1859
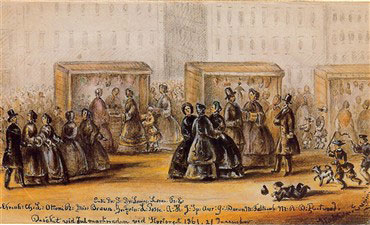
Julmarknad på Stortorget 1861
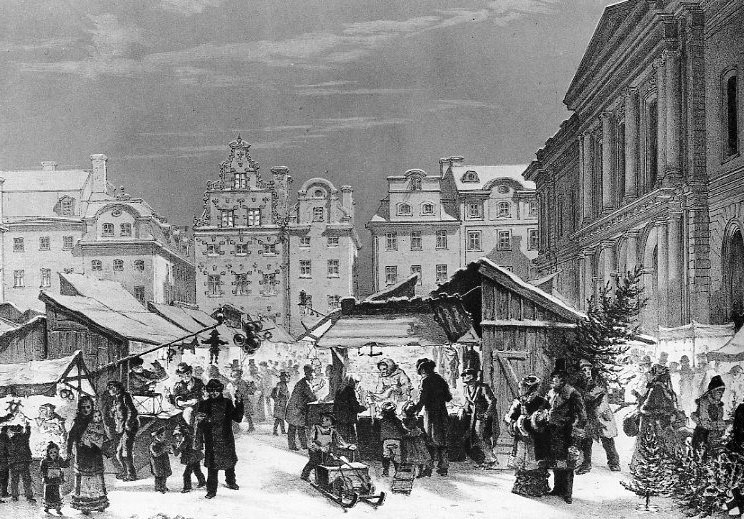
Julmarknad på Stortorget 1874
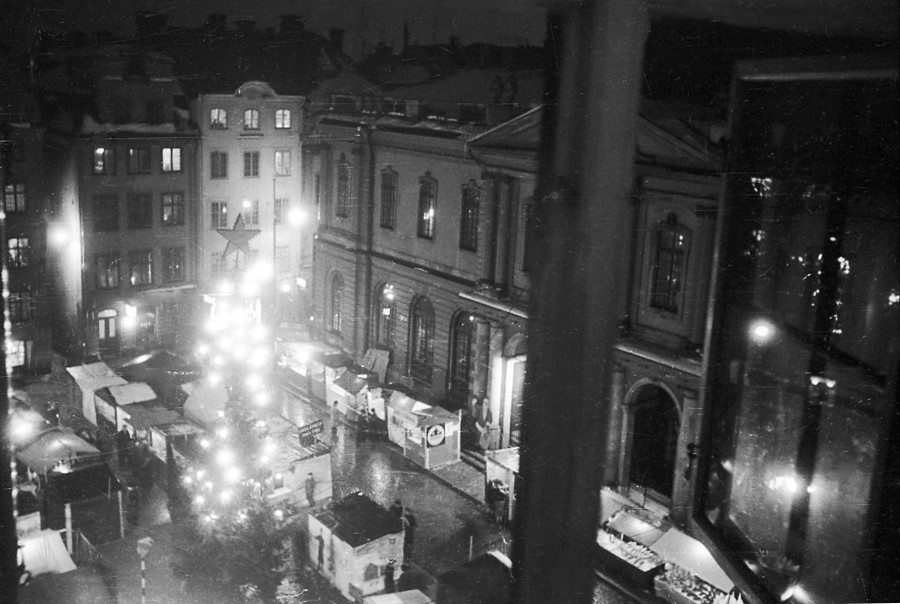
Julmarknad på Stortorget 1937
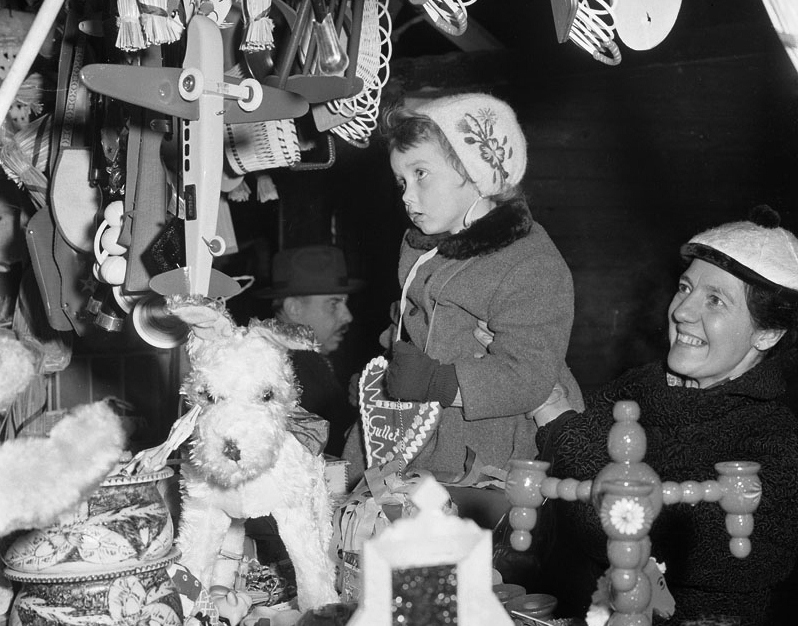
Julmarknad på Stortorget 1956

## Dagens julmarknad
År 1915 öppnades julmarknaden på nytt, huvudsakligen på initiativet av Stockholms-Gillet, som hade bildats året innan. Gillet ville göra en kulturell insats och återupprätta julmarknaden med svenska varor.  Efter hand blev inslaget av utländska sekunda varor större och marknaden fick åter ett allt sämre rykte. Under 1950-talet var det så betungande för Gillet att man funderade på att lägga ner hela verksamheten. 
Marknaden räddades dock kvar genom en generös donation av en Gillemedlem. Nu  kunde 34 nya bodar byggas efter ritningar av arkitekt Nils Tesch med medeltida förebild och för att passa in på torget. Nils Tesch var även den som pietetsfullt arrangerade bodarna runt Stortorgsbrunnen. Sedan 1961 ser marknaden ut som den gör i dag.
Gillet äger de faluröda bodarna, som hyrs ut till hantverkare och andra med försäljning av svenska produkter som hemslöjd, matvaror och glögg. Försäljarna kommer från hela Sverige och återkommer varje år, ibland i flera generationer. Överskottet från julmarknaden går till Gillets verksamhet.

### Bildgalleri från dagens julmarknad

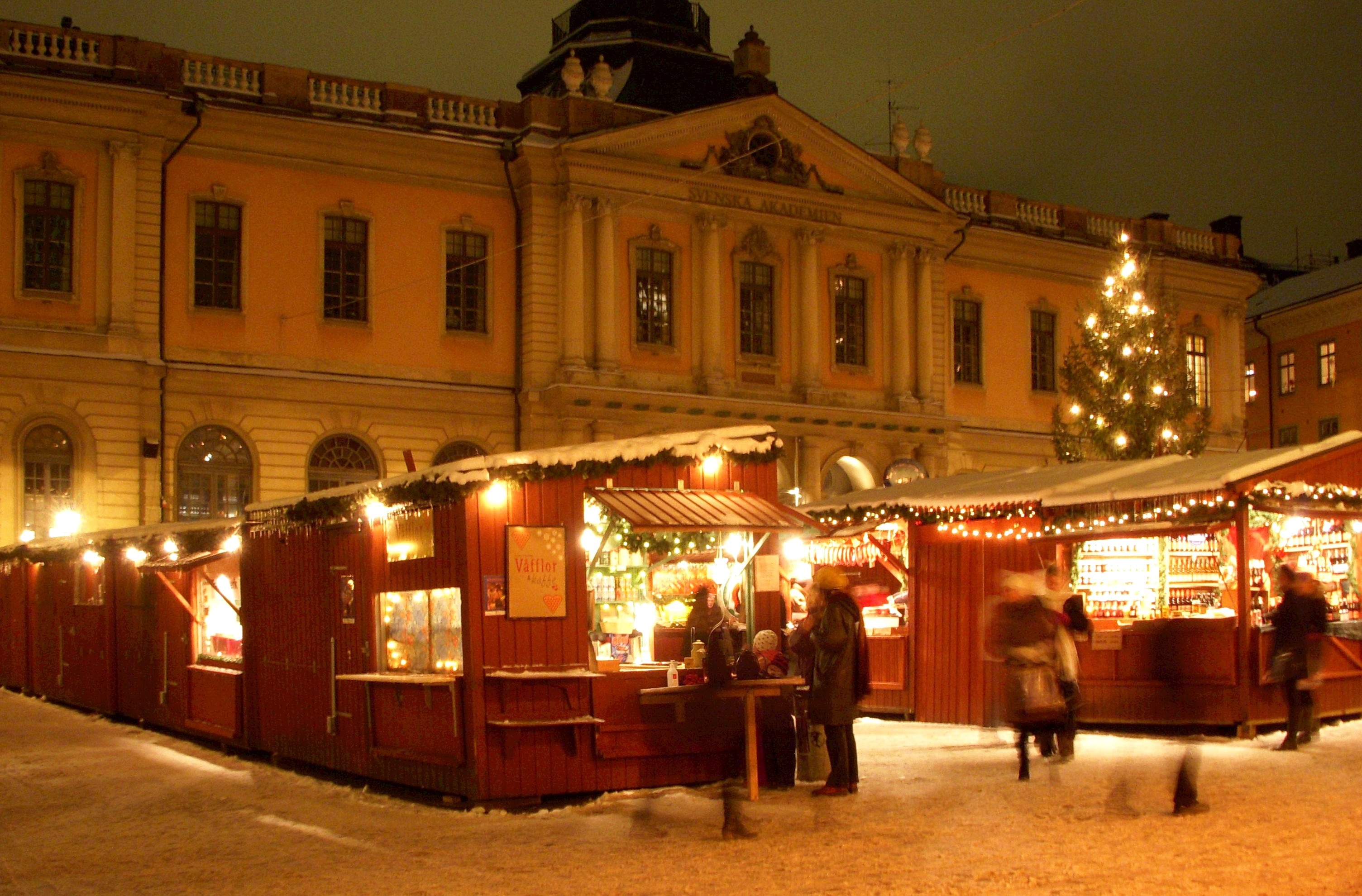
Stortorgets julmarknad år 2009
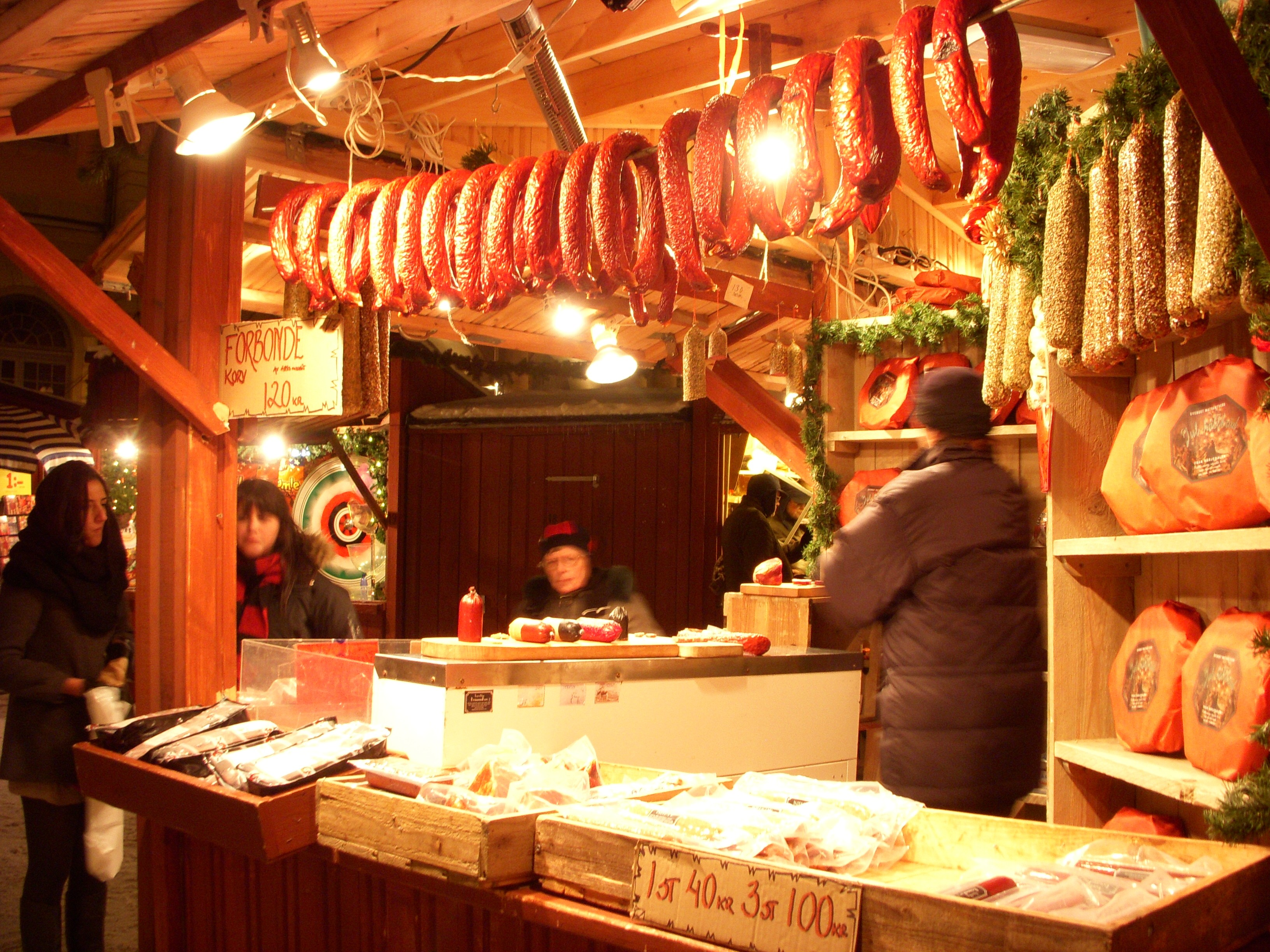
Korvar
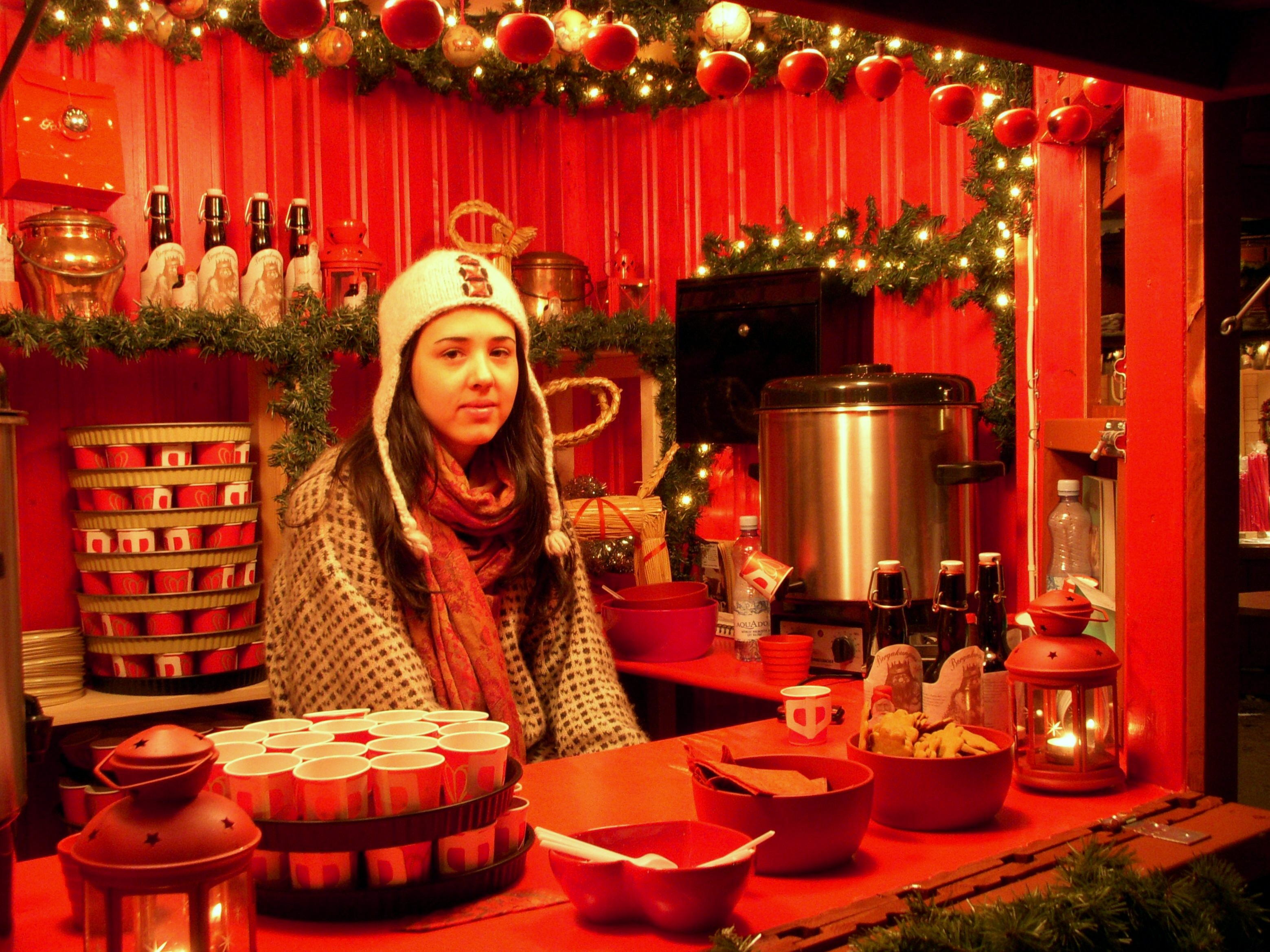
Glögg
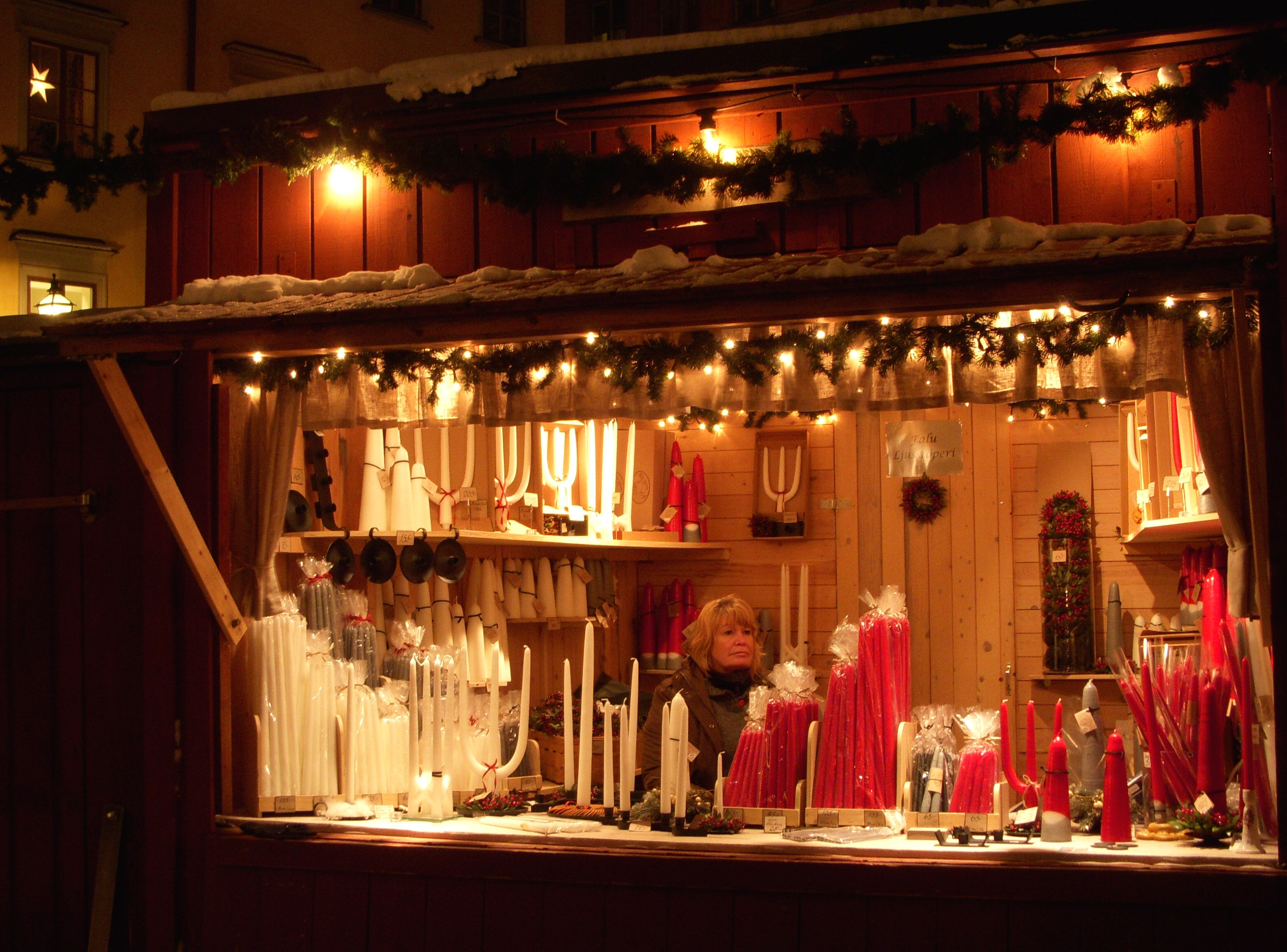
Stearinljus
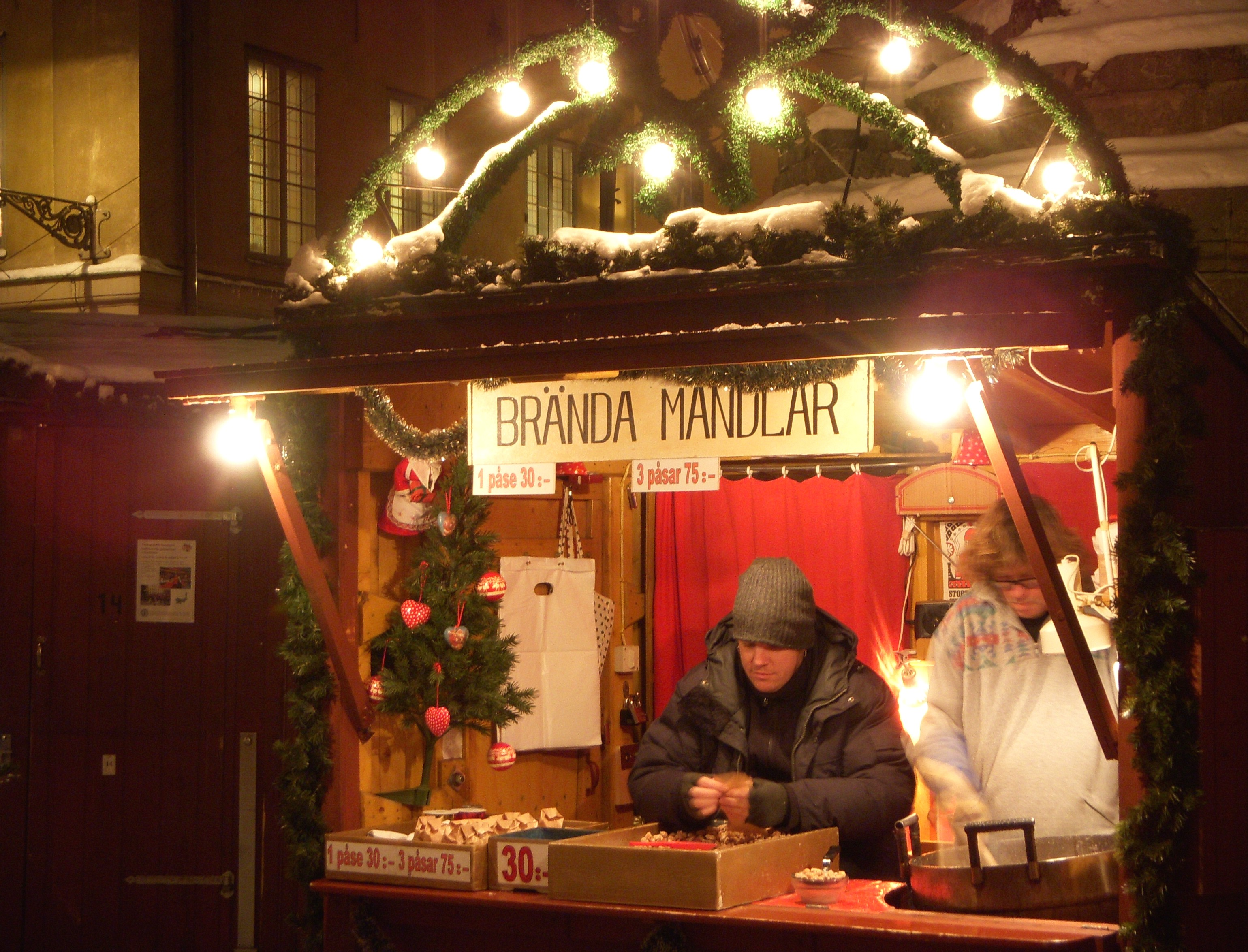
Brända mandlar